# Юзеф Дунін-Карвіцький
Юзеф Дунін-Карвіцький (пол. Józef Dunin-Karwicki), граф гербу Лебідь (24 січня 1833 — 29 серпня 1910) — власник маєтку в Мізочі на Рівненщині, польський письменник, краєзнавець, енциклопедист, мемуарист. Псевдонім: Юзеф Власт (пол. Józef Włast).

## Життєпис
Син Казімежа Дуніна-Карвіцького і Клементини Дунін-Карвіцької.
Замолоду ротмістр російської гвардії (Павлоградський лейб-гусарський полк). Учасник Кримської війни. 1858 року пішов у відставку, повернувшись до Мізоча. Посередник з волосних виборів. Потім суддя суду честі.
Автор цілого шерегу праць пересипаних цінними спостереженнями і історичними фактами. Співпрацював у створенні Географічного словника Королівства Польського.
Був одружений з Кристиною Нико, донькою Карла Нико, посесора Мізоч за часів його батька. Мав з нею дочку Марію і синів — Казімежа та Юзефа Кшиштофа (1871—після 1939).

## Праці
- Szkice obyczajowe i historyczne. Warszawa 1882.
- Wędrówka od źródeł do ujścia Horynia. Kraków 1891.
- Przejażdżki po Wołyniu: obrazki z przeszłości i teraźniejszości. Lwów 1893.
- Jak to in illo tempore bywało. Kartka z drugiej połowy XVIII w., wyjeta z papierów familijnych domu Duninów-Karwickich. Kraków 1896.
- Opowiadania historyczne: z dziejów okolicy Słuczy i jej dopływów. Kraków 1897. («Оповідання історичні з історії околиці Случі та її приток» (Краків, 1897 р.))
- Wspomnienia wołyniaka. Lwów 1897.
- Ze starego autoramentu: typy i obrazki wołyńskie: Seria druga. Warszawa 1900.
- Z moich wspomnień. Том 1. Warszawa 1901.
- Z zamglonej i niedawno minionej przeszłości: opowiadania historyczne. Warszawa 1902.[недоступне посилання з серпня 2019]